# Zhongyu (sockenhuvudort i Kina, Tibet Autonomous Region, lat 30,49, long 94,01)
Zhongyu (kinesiska: 忠玉, 恰玉, 忠玉乡) är en sockenhuvudort i Kina. Den ligger i den autonoma regionen Tibet, i den sydvästra delen av landet, omkring 290 kilometer öster om regionhuvudstaden Lhasa. Antalet invånare är 1 897. Befolkningen består av 978 kvinnor och 919 män. Barn under 15 år utgör 25,0 %, vuxna 15-64 år 69 %, och äldre över 65 år 4,0 %.
Trakten runt Zhongyu är nära nog obefolkad, med mindre än två invånare per kvadratkilometer. Det finns inga andra samhällen i närheten. Trakten runt Zhongyu består i huvudsak av gräsmarker.